# Ten (Pearl Jam)
Ten is het debuutalbum van de Amerikaanse rockband Pearl Jam en is uitgegeven op 27 augustus 1991 bij Epic Records. Ten is tot op heden het best verkopende album van de band en wordt gezien als een van de meest iconische albums van de jaren 90. Het won verschillende prijzen waaronder één gouden plaat in het Verenigd Koninkrijk, de platina status in Nederland en dertienmaal platina in de Verenigde Staten (meer dan 13 miljoen exemplaren werden verkocht).
Vanaf 2018 staat Ten op de eerste plaats van de Album Top 500 Allertijden van Veronica. Lezers van het gezaghebbende Amerikaanse blad Rolling Stone plaatsten Ten op plek 19 van de Top 100 Albums aller tijden in 2002.
Van het album verschenen vier singles: Alive, Even Flow, Jeremy en Oceans. Alive was de eerste single en is waarschijnlijk het bekendste nummer van de band. Het zorgde voor de enorme aandacht die eind 1991 voor de band ontstond en van Pearl Jam een van de grootste rockacts maakte. Jeremy werd begeleid door een veel op MTV gedraaide videoclip.
Het nummer Black is nooit als single uitgegeven maar veel geprezen. In de Top 2000 stond het in 2020 op plek zes en in 2021 op plek negen. In Vlaanderen stond dit nummer in de jaren 2015-2020 op nummer 1 van de Tijdloze 100 van Studio Brussel als allerbeste song aller tijden. In 2021 stond het op de tweede plek.

## Creatie
Instrumentale demo's werden in 1990 gecreëerd door de gitaristen Stone Gossard en Mike McCready en bassist Jeff Ament. Een bandje hiervan met het label Stone Gossard Demos '91 bereikte de in San Diego wonende zanger Eddie Vedder via drummer Jack Irons. Vedder schreef teksten voor wat later de nummers Alive, Once en Footsteps zouden worden genoemd en stuurde de ingezonden nummers terug. Hij werd in oktober 1990 uitgenodigd voor een auditie, en had intussen ook teksten geschreven voor wat het nummer Black zou worden. Vedder werd als zanger aangenomen, Dave Krusen als drummer en de band ondertekende een contract bij Epic Records.
Onder de tijdelijke bandnaam Mookie Blaylock werden de nummers tussen maart en mei 1991 opgenomen in de London Bridge Studios in Seattle. In januari 1991 waren al eerdere opnames gemaakt, maar alleen Alive bleef hiervan over. Doordat het meeste materiaal al was geschreven was de totale opnameperiode relatief kort. De nummers Porch, Deep, Why Go en Garden werden voor het eerst opgenomen. Na de opnames verliet Dave Krusen de band om in een afkickliniek van zijn drankprobleem af te komen. In juni 1991 werd het album in Engeland definitief gemixt door Tim Palmer.
In jaren erna gaven bandleden vaak aan dat ze niet helemaal tevreden waren met de uitkomsten. In 2001 zei Ament hierover: "I'd love to remix Ten. Ed, for sure, would agree with me...It wouldn't be like changing performances; just pull some of the reverb off it". In 2002 zei Gossard: "It was 'over-rocked', we were novices in the studio and spent too long recording, doing different takes, and killing the vibe and overdubbing tons of guitar. There's a lot of reverb on the record". Eddie Veder gaf in 2006 aan: "I can listen to the early records [except] the first record...it's just the sound of the record. It was kind of mixed in a way that was...it was kind of produced". Dit leidde in 2009 tot een heruitgave van Ten waarbij, naast het origineel uitgegeven album, ook de door de bandleden gewenste opnames zitten.

## Commercieel succes
De verkopen van het album kwamen pas enkele maanden na de uitgave op stoom (mede beïnvloed door het succes van Nirvana's Nevermind dat een maand later dan Ten werd uitgegeven). Dit is mede de reden dat het album in de Amerikaanse Billboard 200 Albums niet de eerste positie heeft bereikt. In 1992 bereikt het album niet nummer 1 vanwege Some Gave All van Billy Ray Cyrus. Dit lukt Pearl Jam wel met Vs. (1993), Vitalogy (1994), Backspacer (2009) en Lightning Bolt (2013).
In de Verenigde Staten stond Ten in totaal 264 weken achter elkaar in de Billboard lijst. Daarmee staat het in de top 15 van langstgenoteerde albums in de Verenigde Staten. Met 13 miljoen verkopen behoort Ten tot de 40 meest verkopende albums aller tijden in de Verenigde Staten. Het album werd even vaak verkocht als bijvoorbeeld het album Whitney Houston (1985) van Whitney Houston en Purple Rain (1984) van Prince and The Revolution.
In Nederland kwam het album in de Album Top 100 binnen op nummer 24. Het behaalde uiteindelijk slechts de 14e plaats maar bleef wel 142 weken aanwezig in de lijst.
Pearl Jam's Ten (1991) staat op nummer 12 van de meest verkopende albums uitgebracht in de jaren'90 in de Verenigde Staten. De lijst wordt aangevoerd door Double Live (1998) van Garth Brooks en Come on Over (1997) van Shania Twain. 
Ten zorgde voor zulke hoge verwachtingen rondom Pearl Jam zodat opvolger Vs. uit 1993 het snelstverkopende album in de geschiedenis van de Verenigde Staten werd. Pearl Jam heeft dit record tot 1998 vastgehouden.

## Accolades
Ten stond twaalf jaar lang (2005-2016) bovenaan in de Hemelse Honderd-lijst van 3FM. Daarna werd deze lijst niet meer gemaakt en opgevolgd door de Album Top 750 Allertijden lijsten van Veronica. In 2016 en 2017 stond Ten op de tweede plaats en in 2018 op de eerste plaats. Deze lijst werd ingekort tot de Album Top 500 Allertijden. Ten stond in 2019 en 2020 op de eerste plaats. In 2021 was er geen lijst.
In mei 2016 werd Ten tot beste album aller tijden gestemd op de Album 100 van Studio Brussel, een plek die het sinds 2009 inneemt en alleen in 2011 moest afstaan. In 2017 stond Ten op de eerste plaats van de Album 500. Daarna stopte Studio Brussel met de lijst.
In het speciaal jubileumnummer van OOR ter ere van het 40-jarig bestaan van het blad in mei 2011 staat de 'definitieve OOR Top 40'. Deze lijst is samengesteld door (ex)medewerkers en betrokkenen. Het album Ten van Pearl Jam staat op plek 11. In juli 2011 wordt de OOR Top 40 gepubliceerd die door lezers is samengesteld. Ten staat op plek 3.
In een poll van Rolling Stone in 2013 werd Ten tot veruit het beste album van Pearl Jam gekozen. De impact van het album wordt omschreven als:"...It left a really, really big impression. They will never make another record this big. No rock band ever will". Lezers van Rolling Stone plaatsten zowel in 1992 als in 1993 Ten op plek 2 van de Readers' Picks Albums.

## Recensies
Muziekkrant OOR noemt Ten in 1992 "een volwassen en tijdloos album".

## Tracklist
| Nr. | Titel     | Duur |
| --- | --------- | ---- |
| 1.  | Once      | 3:51 |
| 2.  | Even Flow | 4:52 |
| 3.  | Alive     | 5:40 |
| 4.  | Why Go    | 3:19 |
| 5.  | Black     | 5:48 |
| 6.  | Jeremy    | 5:18 |
| 7.  | Oceans    | 2:41 |
| 8.  | Porch     | 3:30 |
| 9.  | Garden    | 4:58 |
| 10. | Deep      | 4:18 |
| 11. | Release   | 6:30 |

Europese bonustracks:
1. Alive (live)
2. Wash
3. Dirty Frank

Japanse bonustracks:
1. I've Got A Feeling
2. Master/Slave

## Tracks
Het originele album wordt geopend (en gesloten) door het tweedelige "Master/Slave". Het eerste gedeelte gaat over in Once, en het tweede gedeelte volgt ongeveer 10 seconden na Release. Het nummer is volledig instrumentaal, met uitzondering van gemompel door Vedder.

## Trivia
- De eerste twee albums van Pearl Jam, waaronder het debuutalbum Ten, kenmerken zich door korte titels. Op Ten bestaan van de elf nummers alleen Even Flow en Why Go uit meer dan één woord. Op Vs. bestaan negen van de twaalf nummers uit één woord. Glorified G heeft als tweede woord een letter, en W.M.A. is een afkorting van White Male American. Als gimmick heeft Pearl Jam het resterende nummer op Vs. "Elderly Woman Behind the Counter in a Small Town" genoemd.
- Volgens bassist Jeff Ament heeft het album ongeveer $ 25.000 gekost om te maken en het drievoudige daarvan om het te mixen.
- De opname van Alive die uiteindelijk op het album terecht kwam was die van januari 1991 toen de band diverse nummers opnam met producer Rick Parashar in de London Bridge studio te Seattle. Aan dat nummer werd later een nieuwe gitaarsolo (voor aan het eind van het nummer) van Mike McCready toegevoegd. De overige nummers op het album werden in maart en april 1991 opgenomen tijdens de officiële opnames. Mike McCready werd voor deze solo geïnspireerd door Ace Frehley van Kiss.
- Eddie Vedder schreef het nummer Oceans toen hij tijdens een regenbui buitengesloten was van de opnamestudio. Hij was naar buiten gegaan om muntgeld in de parkeermeter te stoppen. Toen hij vanuit binnen muziek hoorde begon Vedder teksten te schrijven op basis van de baslijn.
- Op het nummer Oceans is een pepermolen en brandblusser te horen die Tim Palmer gebruikte tijdens het afronden van de nummers in de Engelse Ridge Farm Studio in juni 1991. Hij was te ver van een muziekwinkel en ging daarom improviseren.
- Even Flow bleek ontzettend moeilijk om een goede opname van te maken. Volgens Mike McCready was het een nachtmerrie en deed de band ten minste 50 pogingen. Volgens hem is Stone Gossard nog steeds niet tevreden met dat eindresultaat. Voor de Singles-soundtrack nam Pearl Jam een nieuwe versie op met de nieuwe drummer Dave Abbruzzese.
- De coverfoto van het album heeft op de achtergrond de letters ‘Pearl Jam’ in daadwerkelijk formaat. Dat was een creatie van bassist Jeff Ament. De foto is van Lance Mercer.
- Platenmaatschappij Epic wilde Black als single uitgeven na de successen van Alive, Even Flow en Jeremy. De band weigerde echter vanwege het persoonlijke karakter van het nummer en omdat ze “geen hits wilden schrijven”. Radiozenders besloten daarom het albumnummer te draaien waardoor het op plek drie terecht kwam van de Billboard‘s Mainstream Rock Tracks chart in 1993.
- Ten werd oorspronkelijk niet op vinyl uitgebracht vanwege de hogere kosten daarvan in vergelijking tot een cd. Die uitgave kwam pas in november 1994 op hetzelfde moment dat Vitalogy op vinyl werd uitgegeven.
- Doordat het debuutalbum Some Gave All van Billy Ray Cyrus zeventien weken lang op nummer 1 van de Billboard 200 bleef staan voorkwam het dat Ten de hoogste positie bereikte. Het album van Pearl Jam stond viermaal op de tweede plek (in augustus, september en oktober 1991).